# بسام العموش
بسام علي سلامه العموش (مواليد الزرقاء 27 سبتمبر 1954) أستاذ شريعة وسياسي أردني ذو توجه إسلامي، قيادي سابق في حركة الإخوان المسلمين في الأردن. شغل في الماضي عدة مناصب منها وزير التنمية الإدارية ووزير الشؤون البرلمانيه (1998 - 1999)، ورئيسا لديوان الخدمة المدنية ثم سفيرا للأردن في إيران. انشأ المرصد السياسي الأردني.

## النشأة
ولد في مدينة الزرقاء شمالي عمان 1954، خلال دراسته الثانوية انتمى عام 1971 إلى الإخوان المسلمين. بعد تخرجه من المدرسة الثانوية حصل على بعثة لدراسة الشريعة في جامعة القرويين في فاس في المغرب حيث حصل على البكالوريوس عام 1976، عمل بعدها مدرسا في مدرسة صلاح الدين الخاصة في الزرقاء لمدة عام واحد ثم أتم دراساته العليا فحصل على الماجستير عام 1980 في جامعة الإمام محمد بن سعود الإسلامية في السعودية. ثم على الدكتوراة عام 1984 عمل استاذا في جامعة الملك سعود لمدة عامين ثم عاد إلى الأردن وعمل أستاذا للشريعة في الجامعة الأردنية. كما عمل استاذا في جامعة الزرقاء وجامعة العلوم الإسلامية العالمية .

## عمله السياسي
خلال ثمانينات القرن العشرين كان أحد قياديي الإخوان المسلمين وفي عام 1993 انتخب نائبا في مجلس النواب الأردني بحصوله على أعلى الأصوات بالمملكة الأردنية الهاشمية. على إثر خلاف حول مقاطعة الانتخابات تم فصله من الحركة بعد كتابته مقالا في صحيفة الرأي بعنوان لماذا قاطعوا عام 1997 - غير أنه لم يترشح -. عين عام 1998وزيرا للتنمية الإدارية في حكومة عبد السلام المجالي ومن ثم رئيس لديوان الخدمة المدنية في الأردن في حكومة عبد الرؤوف الروابدة عام 2000.
عام 2001 تم تعيينه سفيرا للأردن لدى إيران وقد أثار موجة من الانتقادات بعدما صرح لبعض الصحف الأردنية باختراق إيران لأراضي الأردن أمنيا. عمل كرئيس للمرصد السياسي الأردني, وعمل كرئيس لرابطة علماء الأردن. حظي بسام العموش بثقة ملك الأردن عبد الله الثاني بن الحسين وتم تعيينه في مجلس الأعيان الأردني عام 2011 لغاية 2015 . يعمل حاليا أكاديمي في الجامعة الأردنية لتدريس طلاب الدراسات العيا.

## الهوامش
1. 1 2 3  خالد أبو الخير، بسام العموش:عين الرضى كليلة عن اعتداله واجتهاده.. نسخة محفوظة 23 أبريل 2008 على موقع واي باك مشين.عن السجل. تاريخ الولوج 26-7-2009
2. ↑  معالي الدكتور بسام العموش وتم تعيينه لاحقا في مجلس الأعيان الأردني. وص لهذا المسار في 10 سبتمبر 2016 نسخة محفوظة 28 أغسطس 2017 على موقع واي باك مشين.
3. ↑  السيرة الذاتيةلمعالي الدكتور بسام العموش رئاسة الوزراء الأردنية. وصل لهذا المسار في 10 سبتمبر 2016 نسخة محفوظة 11 أكتوبر 2018 على موقع واي باك مشين.
4. ↑  السفير الأردني في طهران يتهم إيران باختراق أراضيه أمنيا عن الجزيرة.نت تاريخ الولوج 26-7-2009 نسخة محفوظة 9 مارس 2020 على موقع واي باك مشين. [وصلة مكسورة]
5. ↑  . تاريخ الولوج 26-7-2009 نسخة محفوظة 9 مارس 2020 على موقع واي باك مشين. [وصلة مكسورة]
6. ↑  ندوة حول العدوان الصهيوني على غزة[وصلة مكسورة] عن العرب اليوم 13-1-2009.تاريخ الولوج 26-7-2009. نسخة محفوظة 5 ديسمبر 2015 على موقع واي باك مشين.